# 17096 Takemaru
A 17096 Takemaru (ideiglenes jelöléssel (17096) 1999 JX26) a Naprendszer kisbolygóövében található aszteroida. A LINEAR projekt keretében fedezték fel 1999. május 10-én.